# IC 1294
IC 1294 bezeichnet im Index-Katalog ein paar dicht beieinander liegende Sterne im Sternbild Lyra. Der Katalogeintrag geht auf eine Beobachtung des Astronomen Lewis Swift am 12. Juli 1888 zurück.